# Eriochasma distans
Eriochasma distans là một loài dương xỉ trong họ Pteridaceae. Loài này được Hereman mô tả khoa học đầu tiên năm 1868.
Danh pháp khoa học của loài này chưa được làm sáng tỏ. 